# Kabupaten de Paniai
Le kabupaten de Paniai, en indonésien Kabupaten Paniai, est un kabupaten de la province indonésienne de Papouasie en Nouvelle-Guinée. Il est situé dans les hautes terres dans centre de la province, à une altitude de 1 700 mètres. Son chef-lieu est Enarotali.

## Histoire
En 1938 un aviateur néerlandais, Wissel, découvre trois lacs, qui sont en conséquence baptisés les Wissel Meeren (« les lacs Wissel »). C'est le premier contact des habitants de la région avec le monde extérieur.
En vertu des lois votées en 2008, plusieurs kecamatan du kabupaten de Paniai en ont été détachés pour former deux nouveaux kabupaten :
- celui de Deiyai constitué de :

1. Bowobado
2. Kapiraya
3. Tigi
4. Tigi Barat
5. Tigi Timur et

- celui d'Intan Jaya constitué de :

1. Agisiga
2. Biandoga
3. Hitadipa
4. Homeyo
5. Sugapa
6. Wandai.

## Tourisme
- Lac Paniai